# Great Expectations (miniserie televisiva 1989)
Great Expectations è una miniserie televisiva in 3 puntate trasmesse per la prima volta nel 1989.
È una miniserie drammatica statunitense con Jean Simmons, John Rhys-Davies e Ray McAnally. È basata sul romanzo Grandi speranze (Great Expectations) di Charles Dickens. Fu candidata per 4 Primetime Emmy Award.

## Produzione
La miniserie, diretta da Kevin Connor su una sceneggiatura di John Goldsmith sul soggetto di Charles Dickens (autore del romanzo), fu prodotta da Greg Smith per la Harlech Television, la Primetime Television, la Tesauro Television e la Walt Disney Television e girata in Inghilterra.

## Distribuzione
La miniserie fu trasmessa negli Stati Uniti dal 9 luglio 1989 sulla rete televisiva Disney Channel.
Alcune delle uscite internazionali sono state:
- nel Regno Unito il 21 luglio 1991
- in Spagna (Grandes esperanzas)
- in Germania Ovest (Große Erwartungen)
- in Ungheria (Szép remények)